# Andriej Nartow

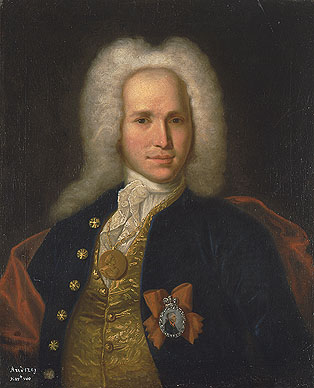

Andriej Konstantinowicz Nartow (ros. Андрей Константинович Нартов; ur. 28 marca 1693 w Moskwie, zm. 16 kwietnia 1756 w Sankt Peterburgu) – rosyjski mechanik i wynalazca.

## Życiorys
Prawdopodobnie pochodził z rodziny rzemieślniczej  lub mieszczańskiej (посадские люди). W 1705 rozpoczął naukę w tokarni moskiewskiej Szkoły Nauk Matematycznych i Nawigacyjnych.  Biegłość Nartowa w mechanice zwróciła na niego uwagę cara Piotra I, który sprowadził go do Petersburga, gdzie pracował on jako tokarz i mechanik w warsztatach przy carskim pałacu. 
W 1717 Nartow zbudował tokarkę kopiującą o dokładności pozwalającej na wykonywanie artystycznych reliefów. Maszyna ta została przekazana do Francji jako dyplomatyczny podarunek od Piotra I.
W latach 1718–1720 Nartow odbył podróż do Prus, Anglii i Francji,  w czasie której poznawał różne osiągnięcia techniczne (między innymi budowę śluz, architekturę, instalację wodociągową w Wersalu) i zwiedził Obserwatorium Paryskie. W Prusach uczył Fryderyka Wilhelma pracy na tokarce.
Od 1723 kierował carską tokarnią, opracowując w tym czasie nowe konstrukcje maszyn.
Doradzał Piotrowi I przy planowaniu Akademii Sztuk. 
W 1727 roku napisał książkę „Достоверные повествования и речи Петра Великого”, w której zawarł swoje wspomnienia z petersburskiego dworu. 
Po śmierci Piotra Wielkiego pracował nad obeliskiem ku jego czci. Prace Nartowa zostały przerwane, a w 1727 został on skierowany do moskiewskiej mennicy, gdzie pracował przez 10 lat, konstruując nowe maszyny dla potrzeb mennicy. W tym czasie zapoczątkował działania na rzecz ustalenia wzorca masy.
W 1733 brał udział w odlewaniu car-dzwonu i projektował konstrukcje do jego zawieszenia.
Od 1735 pracował w warsztatach przy Petersburskiej Akademii Nauk, do końca życia będąc członkiem tej akademii. Od 30 września 1742 do 5 grudnia tego roku pełnił funkcję pierwszego sekretarza akademii, faktycznie nią kierując.  Został jednak usunięty ze stanowiska, gdyż inni akademicy twierdzili, że nie zna się na niczym oprócz tokarek oraz niewłaściwie odnosi się do uczonych. Pracował przy wyrobie przyrządów naukowych z Łomonosowem i Eulerem
W kolejnych latach Nartow pracował jako ekspert techniczny w kronsztadzkim porcie i konstruował nowe maszyny.
W 1746 otrzymał 5 tysięcy rubli nagrody za wkład w rozwój artylerii. Przyznano mu też uposażenie składające się z kilku wsi w okolicach Nowogrodu.
W 1754 otrzymał rangę radcy stanu.
Nartow przez wiele lat pisał książkę  o maszynoznawstwie „Театрум махинарум, то есть ясное зрелище махин”, którą ukończył krótko przed śmiercią, lecz nie została ona wydana drukiem.
Po śmierci okazało się, że miał spore długi, gdyż wiele prac finansował z prywatnych pieniędzy. Wsie skonfiskowano, a miejsce pochówku Nartowa zostało zapomniane. Dopiero w 1950 odkryto jego grób, a szczątki przeniesiono na Cmentarz Łazarza przy Ławrze Aleksandra Newskiego w Petersburgu i pochowano obok Łomonosowa.
Synem Andrieja Nartowa był Andriej Nartow – działacz i pisarz.

## Konstrukcje i wynalazki Andrieja Nartowa

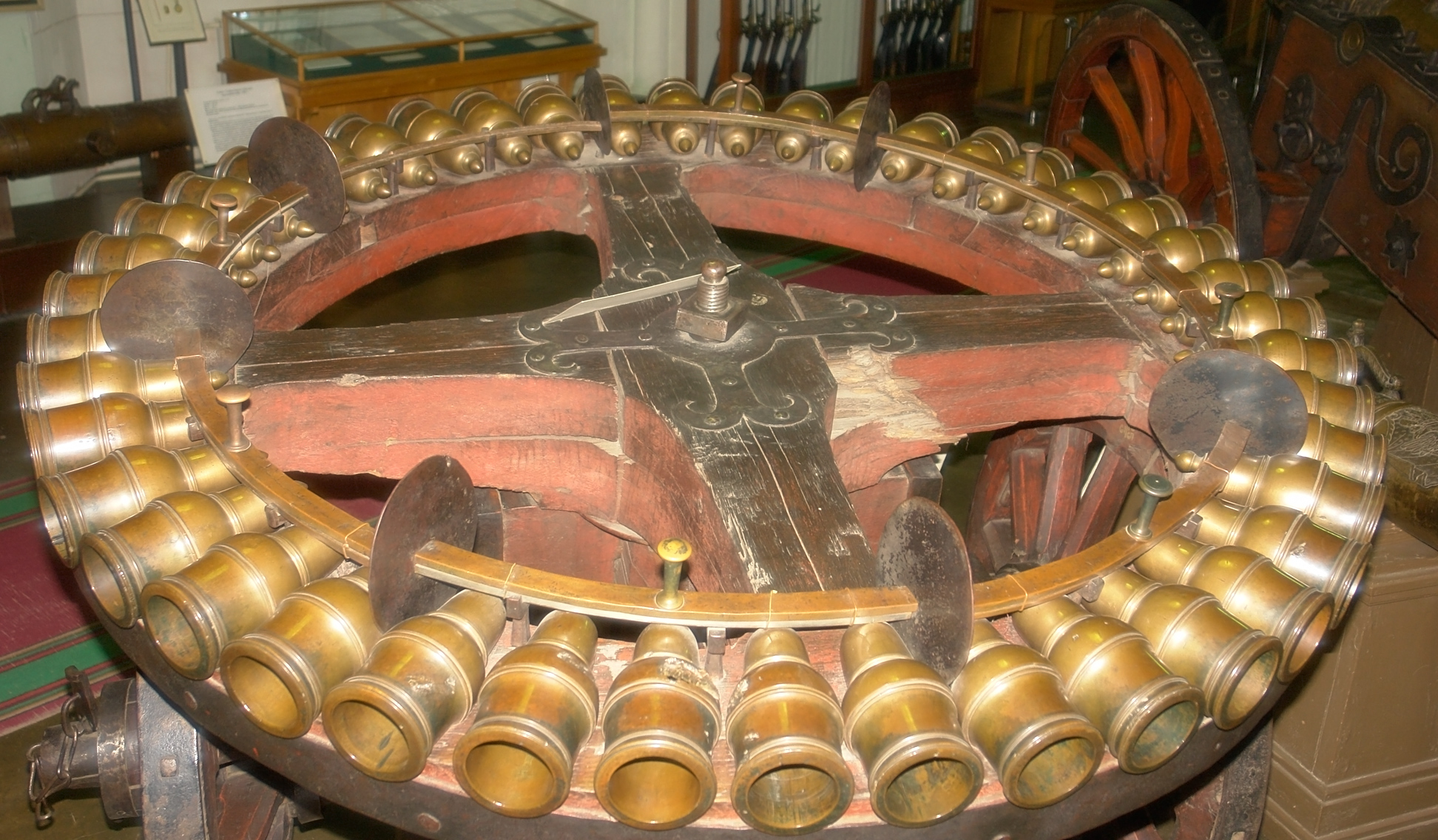
Bateria moździerzy 3 funtowych

Opracowano na podstawie materiału źródłowego
- tokarki
  - tokarka kopiująca
  - tokarka z mechanicznym suportem (obecnie w kolekcjach Ermitażu[2])
  - tokarka zmiennobrotowa z wymiennymi kołami zębatymi
  - tokarka do luf armatnich
- szybkostrzelna bateria 44 moździerzy 3 funtowych na wspólnej obrotowej podstawie, mogąca strzelać salwami po 5-8 pocisków. (obecnie w zbiorach Wojskowo-Historycznego Muzeum w Petersburgu[2])
- śrubowy mechanizm regulacji kąta podniesienia lufy
- maszyna do wiercenia przewodów luf
- celownik optyczny
- nowy sposób odlewania luf armatnich
- pierwsze rosyjskie wzorce wagi i długości[2]
- ulepszone maszyny mennicze
- urządzenie do strzelania pociskami nadkalibrowymi, pozwalające wystrzeliwać 6 funtowe granty z moździerza 3 funtowego
- Wrota do doków w porcie kronsztadzkim
- Pawilon „Катальная горка” w Carskim Siole